# Luis Moreno
Luis Moreno  (ur. 19 maja 1981 w Panamie) – panamski piłkarz występujący na pozycji obrońcy.

## Kariera klubowa
Moreno zawodową karierę rozpoczynał w 2000 roku w klubie Tauro FC. W 2001 roku wywalczył z nim wicemistrzostwo Panamy, a w 2003 roku zdobył mistrzostwo tego kraju. W 2005 roku odszedł do kolumbijskiego Envigado FC. W 2006 roku wrócił jednak do Tauro. W tym samym roku ponownie wywalczył z nim wicemistrzostwo Panamy. Na początku 2007 roku ponownie wyjechał do Kolumbii, by grać w tamtejszym Independiente Santa Fe.
Latem 2007 roku Moreno odszedł do meksykańskiego Tiburones Rojos. Spędził tam rok. W 2008 roku powrócił do Tauro. W tym samym roku wywalczył z nim wicemistrzostwo Clausura. W styczniu 2011 roku podpisał kontrakt z kolumbijskim Deportivo Pereira.

## Kariera reprezentacyjna
W reprezentacji Panamy Moreno zadebiutował w 2001 roku. W 2005 roku został powołany do kadry na Złoty Puchar CONCACAF. Zagrał na nim w pojedynkach z Kolumbią (1:0), Trynidadem i Tobago (2:2), Hondurasem (0:1), ponownie z Kolumbią (3:2) oraz Stanami Zjednoczonymi (0:0, 1:3 w rzutach karnych). W drugim meczu z Kolumbią otrzymał czerwoną kartkę. Tamten turniej Panama zakończyła na 2. miejscu.
W 2007 roku Moreno ponownie wziął udział w Złotym Pucharze CONCACAF. Wystąpił na nim w 4 meczach: z Hondurasem (3:2), Kubą (2:2), Meksykiem (0:1) i Stanami Zjednoczonymi (1:2). Z tamtego turnieju Panama odpadła w ćwierćfinale.
W 2009 roku po raz trzeci znalazł się w drużynie na Złoty Puchar CONCACAF. Zagrał tam w spotkaniach z Gwadelupą (1:2), Meksykiem (1:1), Nikaraguą (4:0) oraz Stanami Zjednoczonymi (1:1, 1:2 po dogrywce), a Panama ponownie zakończyła turniej na ćwierćfinale.

## Incydent z sową
Podczas meczu z Junior Barranquilla w 2011 Moreno z premedytacją kopnął sowę, która wylądowała na murawie podczas meczu. Sowa, która wylądowała na boisku została trafiona przypadkowo piłką i leżała ranna nie mogąc się poruszać z uwagi na złamaną prawą nogę. Moreno podszedł do niej i kopnął ją, aby usunąć ją z boiska. W odpowiedzi na to zajście kibice wykrzykiwali "morderca" do Moreno. Sowa zdechła kilka godzin po incydencie pomimo interwencji weterynarzy. Piłkarz stał się celem ataków i gróźb. Dostał za to zakaz gry na dwa mecze oraz 560 dolarów grzywny od kolumbijskiego związku piłki nożnej